# SuperBesteLehrerin
#SuperBesteLehrerin (Originaltitel: Superjuffie) ist ein niederländischer Familienfilm aus dem Jahr 2018 unter der Regie von Martijn Smits. Es handelt sich um eine Verfilmung des ersten Teils der Buchreihe von Janneke Schotveld, für die Thijs van Marle das Drehbuch schrieb. Der Film feierte seine Premiere am 10. Oktober 2018 nach einer Vorführung auf dem Niederländischen Filmfestival. Die deutsche Erstausstrahlung erfolgte am 18. Oktober 2019 auf KiKA.

## Handlung
Josie ist eine neue Lehrerin in der vierten Klasse an einer Grundschule. Sie darf vorübergehend im Haus ihrer Tante wohnen, die durch die ganze Welt reist. In einer versteckten Nische in diesem Haus findet Josie eine Statue, die von einem südamerikanischen Stamm aus einer Kokosnuss gefertigt wurde. Als sie die Figur versehentlich fallen lässt, steigt ein mysteriöses grünes Gas auf, das Josie ins Trudeln und in Ohnmacht fallen lässt. Als Josie wieder zu sich kommt, stellt sie fest, dass sie jetzt mit der Katze sprechen kann.
In der Schule freundet sich Josie mit Hausmeister Hakim an und gerät bald in einen Konflikt mit Schuldirektor Schnauzer. Während sie unterrichtet, hört sie plötzlich die Stimme eines Tieres. Sofort danach isst sie ein Stück Kreide, zieht sich ein Superheldenkostüm an und fliegt zu dem in Not geratenen Tier. Nach einigen Versuchen hat sie das Fliegen im Griff.
In der Zwischenzeit ist ein junger Tiger aus dem Stadt-Zoo spurlos verschwunden, ebenso wie der Zoodirektor. Es stellt sich heraus, dass die neue Direktorin Edna Engelhaar hinter dem Verschwinden der beiden steckt. Sie handelt mit exotischen Tieren, die sie für viel Geld verkauft.
Mit Hilfe von den Schülern Toby, Mila, Bo und Mimoun gelingt es der Superlehrerin, Zoodirektor Jan und den Zootiger zu retten und Edna Engelhaar festzunehmen. Am Ende des Films küssen sich „Super Miss“ und Hakim zum ersten Mal.

## Synchronisation
| Rolle                   | Schauspieler       | Synchronsprecher  |
| ----------------------- | ------------------ | ----------------- |
| Josie / Super Miss      | Diewertje Dir      | Leonie Landa      |
| Hakim                   | Hassan Salah Slaby | Ivo Möller        |
| Schuldirektor Schnauzer | Harry Piekema      | Robin Brosch      |
| Edna Engelhaar          | Carly Wijs         | Katja Brügger     |
| Zoodirektor Jan Haak    | Maarten Wansink    | Joachim Kretzer   |
| Polizist                | Huub Smit          | Martin Lohmann    |
| Mimoun                  | Jeevan Dhanpat     | Tom Wiedemann     |
| Bo                      | Josephine Nollen   | Svenja Minde      |
| Toby                    | Lucas Reijnders    | Valentin Schiweck |
| Mila                    | Bente Wallenburg   | Leyla Bulut       |

## Rezeption
Das Lexikon des internationalen Films wertete: „Sympathischer, aber recht betulicher Abenteuerfilm nach den Kinderbüchern von Janneke Schotveld, der mit der umständlichen Einführung der Hauptfigur einiges an Zeit verliert. Die von eher bescheidenen Effekten getragene Story bietet zudem wenig Überraschungen.“